# Kloster Frauenkappelen

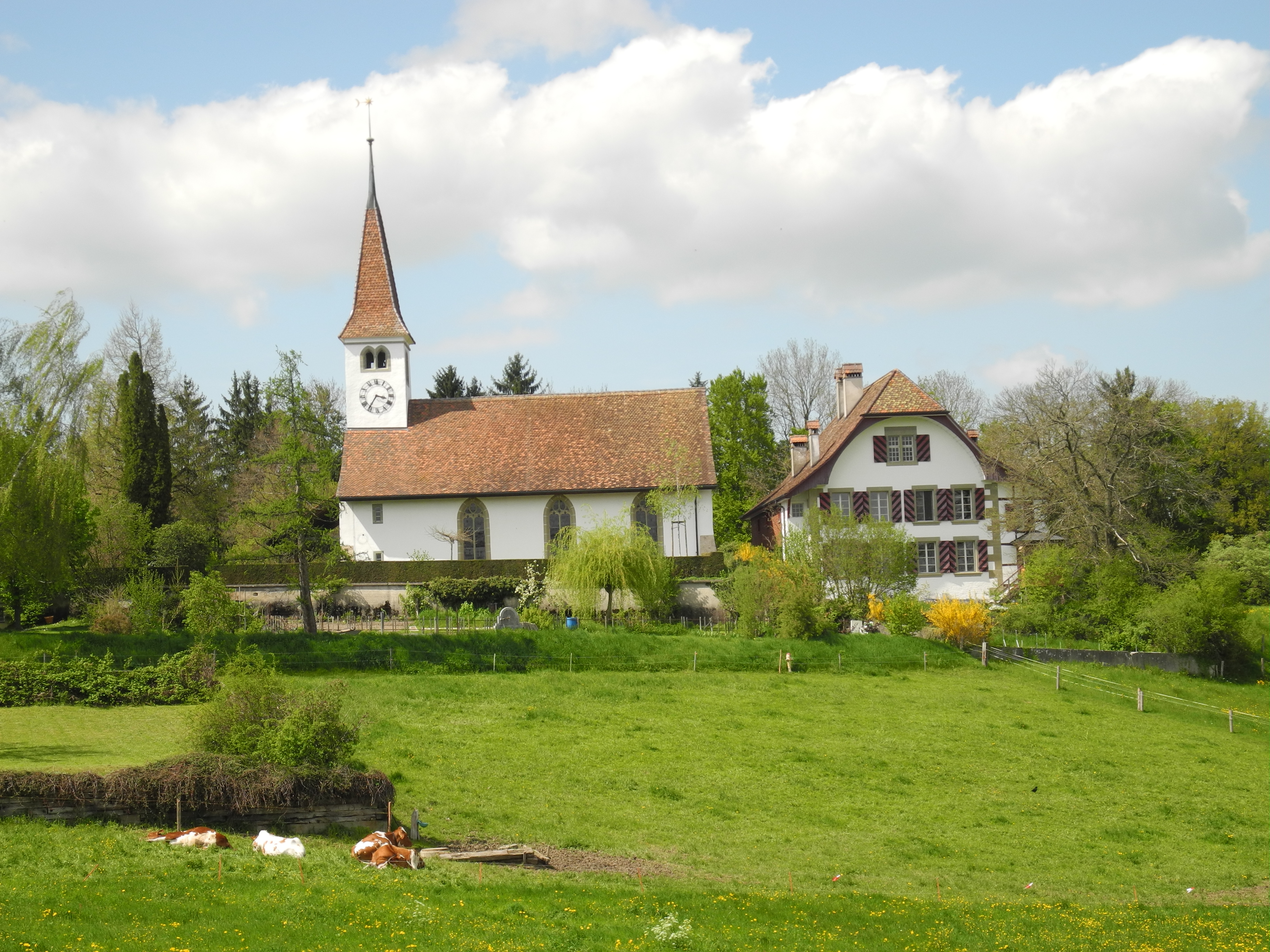
Kirche und Pfarrhaus Frauenkappelen

Das Kloster Frauenkappelen ist ein ehemaliges Augustinerinnenkloster in Frauenkappelen, Kanton Bern, Schweiz.
Um 1100 stand am Ort der heutigen Pfarrkirche eine Kapelle, die der Heiligen Jungfrau Maria gewidmet war. Zwischen 1228 und 1240 wurde bei dieser Kapelle ein Frauenkloster errichtet. Das Augustinerinnenkloster Sancta Maria de Cappellis in Foresto war klein und dürfte nie mehr als 20 Nonnen gezählt haben. Die Ostwand der Klosterkirche aus der Gründungszeit ist erhalten geblieben. Das Kloster wurde 1485 aufgehoben und der Kirchensatz dem Chorherrenstift in Bern zuerkannt. Die Gemeinde nannte man zunächst Cappelen im Forst (lat. Capella in foresta). Die 1521 entstandene Abschrift eines Jahrzeitenbuches mit Einträgen aus dem 14. bis 16. Jahrhundert enthält unter anderem die Namen zahlreicher Nonnen des Klosters. Diese entstammten dem regionalen Adel oder aus den notablen Familien Berns. Auffällig viele Stiftungen tätigte die Familie von Bubenberg, die bis im 14. Jahrhundert die nahe gelegene Burg Alt-Bubenberg besass.
Der heute gebräuchliche Name Frauenkappelen, der auf das Marienpatrozinium hinweist, wurde erst in der frühen Neuzeit gebräuchlich.